# Glaucium mathiolifolium
Glaucium mathiolifolium är en vallmoväxtart som beskrevs av S. Mobayen. Glaucium mathiolifolium ingår i Hornvallmosläktet som ingår i familjen vallmoväxter. Inga underarter finns listade i Catalogue of Life.